# Walter Graf
Walter Graf (n. 3 martie 1937, Zürich, cantonul Zürich, Elveția – d. 2 februarie 2021, Lausanne, cantonul Vaud, Elveția) a fost un bober ce a reprezentat Elveția, medaliat olimpic. A participat la o ediție a Jocurilor Olimpice (1968) în care a câștigat o medalie de bronz.

## Participări
Lista de mai jos prezintă principalele competiții la care a participat Walter Graf de-a lungul carierei.
- bob la Jocurile Olimpice de iarnă din 1968